# Loxodes
Loxodes is een geslacht van eencellige diertjes die in stilstaand zoet water tussen rottende planten leven, bijvoorbeeld op de bodem van vennen. Het zijn zogenaamde infusoriediertjes, omdat men ze kan verkrijgen door wat planten in een bak water te laten weken, net als het pantoffeldiertje.
Loxodes bestaat uit één enkele cel, hetgeen een eenvoudige structuur veronderstelt. Bij de Ciliata was de ontwikkeling echter niet gericht op de vermeerdering van de lichaamscellen, maar op de vermenigvuldiging van diverse structuren binnen in één enkele cel. Zo onderscheiden we verscheidene kernen: één hoofdkern, die de dagelijkse processen van het diertje regelt, en verscheidene kleinere kernen die voor de voortplanting zorgen. Ook zijn er gespecialiseerde structuren voor de spijsvertering, de uitscheiding en de voortbeweging.
Het lichaam van Loxodes is geheel bedekt met kleine beweeglijke aanhangsels: de trilharen, regelmatig geplaatst langs evenwijdige lijnen. Deze trilharen maken bij het vrijzwemmende stadium een golvende beweging. Verder bezit Loxodes aan de voorzijde een dunner uitsteeksel, de snavel of tentakel genaamd, waaronder zich de celmond bevindt. De trilharen verwekken een waterstroom die het voedsel, bestaande uit plantenresten, bacteriën of kleine eencellige diertjes, naar de mond voert.

## Soorten
- Loxodes magnus Stokes, 1887
- Loxodes penardi Dragesco, 1960
- Loxodes rex Dragesco, 1970
- Loxodes rostrum (O. F. Muller, 1786)
- Loxodes striatus (Engelmann, 1862)
- Loxodes vorax Stokes, 1885